# Eau lourde
Ne doit pas être confondu avec Eau de Lourdes.
Pour les articles homonymes, voir HDO.
L'eau lourde ou oxyde de deutérium D2O (ou 2H2O) est constituée des mêmes éléments chimiques que l'eau ordinaire H2O (ou 1H2O), mais ses atomes d'hydrogène sont des isotopes lourds, du deutérium (le noyau de deutérium comporte un neutron en plus du proton présent dans tout atome d’hydrogène). C'est Gilbert Lewis qui isola le premier échantillon d'eau lourde pure, en 1933.
L'eau semi-lourde, ou eau deutérée, est l'oxyde mixte HDO (ou 1H2HO). Dans les océans, les mers et les eaux de surface, elle est bien plus abondante que l'eau lourde. Il arrive qu'on parle à tort d’eau lourde à son propos, au lieu d'eau semi-lourde.
Remarques :
- quand on évoque l'eau lourde ou l'eau semi-lourde, dans le domaine de l'énergie nucléaire notamment, on qualifie souvent d'eau légère l'oxyde de protium (1H2O) ou bien l'eau naturelle (constituée essentiellement de cet oxyde) ;
- de l'eau formée à partir d'oxygène 18 et d’hydrogène ordinaire (H218O) est sensiblement de même masse que l'oxyde de deutérium, et pourrait donc aussi être désignée sous le nom d'eau lourde (en pratique c'est rarement le cas, sauf précision explicite) ; il ne sera pas ici question de ce composé ;
- l'oxyde de tritium T2O (ou 3H2O) et l'eau tritiée HTO (ou 1H3HO) sont parfois désignés sous le nom d’eau super-lourde.

## Propriétés comparées des eaux lourde, semi-lourde et légère
Les caractéristiques ci-dessous ont été mesurées à pression atmosphérique standard[réf. nécessaire].
| Propriété                                       | Eau lourde D2O | Eau semi-lourde HDO | Eau légère H2O |
| ----------------------------------------------- | -------------- | ------------------- | -------------- |
| Température de congélation                      | 3,81 °C        | 2,04 °C             | 0,00 °C        |
| Température d'ébullition                        | 101,42 °C      | 100,7 °C            | 99,995 °C      |
| Masse volumique à 20 °C (kg/L)                  | 1,1056         | 1,054               | 0,9982         |
| Température à laquelle la densité est maximale  | 11,6 °C        |                     | 4,0 °C         |
| Viscosité à 20 °C (Pa·s)                        | 1,246 7 × 10−3 | 1,124 8 × 10−3      | 1,001 6 × 10−3 |
| Tension superficielle à 25 °C (N/m)             | 7,187 × 10−2   | 7,193 × 10−2        | 7,198 × 10−2   |
| Enthalpie de formation à l'état gazeux (kJ/mol) | −249,20        |                     | −241,83        |
| Chaleur latente de fusion (kJ/mol)              | 6,132          | 6,227               | 6,00678        |
| Chaleur latente de vaporisation (kJ/mol)        | 41,521         |                     | 40,657         |
| pH à 25 °C                                      | 7,43           | 7,266               | 6,996          |

On aura remarqué que D2O est plus dense que HDO, elle-même plus dense que l'eau ordinaire, d'où ces noms d'eau « lourde », « semi-lourde » et « légère ».

## Utilisations

### Résonance magnétique nucléaire
L'eau lourde est utilisée comme solvant en spectroscopie par résonance magnétique nucléaire (RMN). En effet, comme les nombres de masse du deutérium et de l'oxygène sont pairs, son spin nucléaire est nul et le niveau fondamental n'est pas dégénéré : le champ magnétique appliqué ne peut donc pas lever la dégénérescence des niveaux et aucune transition du solvant n'est observable.

### Modérateur de neutrons
L’eau lourde est utilisée dans certaines filières de réacteurs nucléaires comme modérateur de neutrons dans le but de ralentir les neutrons issus de réactions de fission nucléaire. Les neutrons ralentis ont alors une probabilité plus élevée d'aller provoquer de nouvelles fissions de noyaux d'uranium, permettant ainsi la réaction en chaîne.
Différents types de réacteurs nucléaires utilisent l'uranium naturel à eau pressurisée avec modération à l'eau lourde :
- le réacteur CANDU, de conception canadienne, et ses dérivés ;
- les deux réacteurs à eau lourde pressurisée (PHWR) de la centrale nucléaire d'Atucha (Argentine), de conception allemande Siemens/Kraftwerk Union.

L’eau « classique » ou « légère » (H2O) peut aussi ralentir les neutrons d’une réaction de fission, mais elle en absorbe trop pour que la réaction puisse s’auto-entretenir dans un réacteur à uranium naturel. Elle ne peut donc être utilisée qu'avec des réacteurs utilisant de l’uranium enrichi.

### Détecteur de neutrinos
L’observatoire de neutrinos de Sudbury, SNO (Ontario, Canada), utilise mille tonnes d’eau lourde dans une cuve enterrée dans une mine à plus de deux kilomètres sous terre afin d’être protégé des rayons cosmiques.
Le SNO détecte l’effet Tcherenkov produit quand un neutrino interagit avec l’eau lourde.

## Potabilité
L’eau lourde n’est pas toxique. Cependant quelques réactions métaboliques nécessitent de l’eau classique, c’est pourquoi la consommation exclusive d’eau lourde est dangereuse pour la santé.
Des expériences sur des souris ont montré que le principal effet de cette consommation est de réduire le nombre de mitoses, causant progressivement la dégradation des tissus qui nécessitent une rapide régénération. Après plusieurs jours d’ingestion d’eau lourde uniquement, les fluides corporels contiennent environ 50 % d’eau lourde. À ce moment, les symptômes commencent à apparaître, dont la réduction des divisions cellulaires, notamment pour les cellules à renouvellement rapide telles que celles des cheveux ou des parois de l’estomac.

## Production
Sur Terre, l’eau semi-lourde (HDO) est naturellement présente dans l’eau avec une proportion de 0,03125 %, soit une molécule pour 3 200 molécules d’eau. Elle peut être séparée de l’eau classique par distillation ou électrolyse, mais également par divers procédés chimiques d’échange qui exploitent les affinités différentes du deutérium et de l’hydrogène pour différents composés.
Ces réactions chimiques sont basées sur la légère différence de masse moléculaire, qui produit une légère différence dans la vitesse à laquelle les réactions chimiques se produisent.
Produire de l’eau lourde pure par distillation ou par électrolyse exige une grande cascade de distillateurs ou de chambres d’électrolyse et consomme de grandes quantités d’électricité, c’est pourquoi les méthodes chimiques comme le procédé de Girdler sont généralement préférées.

### Argentine
L’Argentine est un producteur déclaré d’eau lourde, ce volet figurant dans le plan de réactivation du programme nucléaire argentin annoncé en août 2006 par le président Nestor Kirchner. Ils utilisent la technologie Sulzer dans l'usine (es) d'Arroyito.

### Canada
L'Énergie atomique du Canada limitée (EACL) a conçu un réacteur nucléaire nécessitant de grandes quantités d’eau lourde utilisée en tant que modérateur de neutrons. Après avoir connu des difficultés d'approvisionnement lors de la mise en service de la centrale nucléaire de Pickering, Ontario Hydro construit l'usine d'eau lourde de Bruce afin de s'assurer d'un approvisionnement domestique fiable pour les centrales actuelles et futures. Les deux unités de l'usine ont été arrêtées en 1985, faute de débouchés.
EACL a commandé deux installations de production d’eau lourde qui ont été construites à Glace Bay et à Port Hawkesbury, en Nouvelle-Écosse. Ces usines se sont avérées avoir des défauts de conception, de construction et de production. La construction d'une autre usine, l'usine de La Prade, près de la centrale nucléaire de Gentilly, au Québec, a été arrêtée en août 1978 en raison d'un surplus d'eau lourde.
L’installation de production d’eau lourde du comté de Bruce en Ontario était la plus grande usine d’eau lourde du monde avec une capacité de 700 tonnes par an. 340 000 tonnes d’eau normale étaient nécessaires pour produire une tonne d’eau lourde grâce au procédé de Girdler. Cette installation faisait partie d’un complexe qui incluait les huit réacteurs CANDU qui ont fourni la chaleur et la puissance pour la production d’eau lourde. Les installations ont été construites à Point Douglas dans le comté de Bruce au-dessus du lac Huron où elles avaient accès aux eaux des Grands Lacs américano-canadiens.
L’usine de Bruce a été chargée en 1979 de fournir de l’eau lourde afin de satisfaire l’augmentation de la production d’énergie nucléaire en Ontario. Les usines se sont avérées sensiblement plus efficaces que prévu et seulement trois des quatre unités ont été construites. En 1993, le programme nucléaire d’Ontario Hydro a été ralenti puis arrêté en raison d’une surproduction d’électricité.
Une consommation plus parcimonieuse et un recyclage de l’eau lourde ainsi que la surproduction à Bruce a laissé le Canada avec d’importants stocks d’eau lourde suffisants pour satisfaire ses besoins futurs. L’usine de Bruce a été fermée en 1997, pour être progressivement démantelée et le site dépollué.
Le procédé de Girdler utilise de grandes quantités de sulfure d'hydrogène, soulevant des inquiétudes environnementales en cas de libération dans l’atmosphère. EACL recherche actuellement d’autres procédés plus efficaces et plus écologiques pour produire de l’eau lourde. Cette production est essentielle pour les futurs réacteurs CANDU, puisque l’eau lourde représente environ 20 % de l’investissement financier de chaque réacteur.

### France

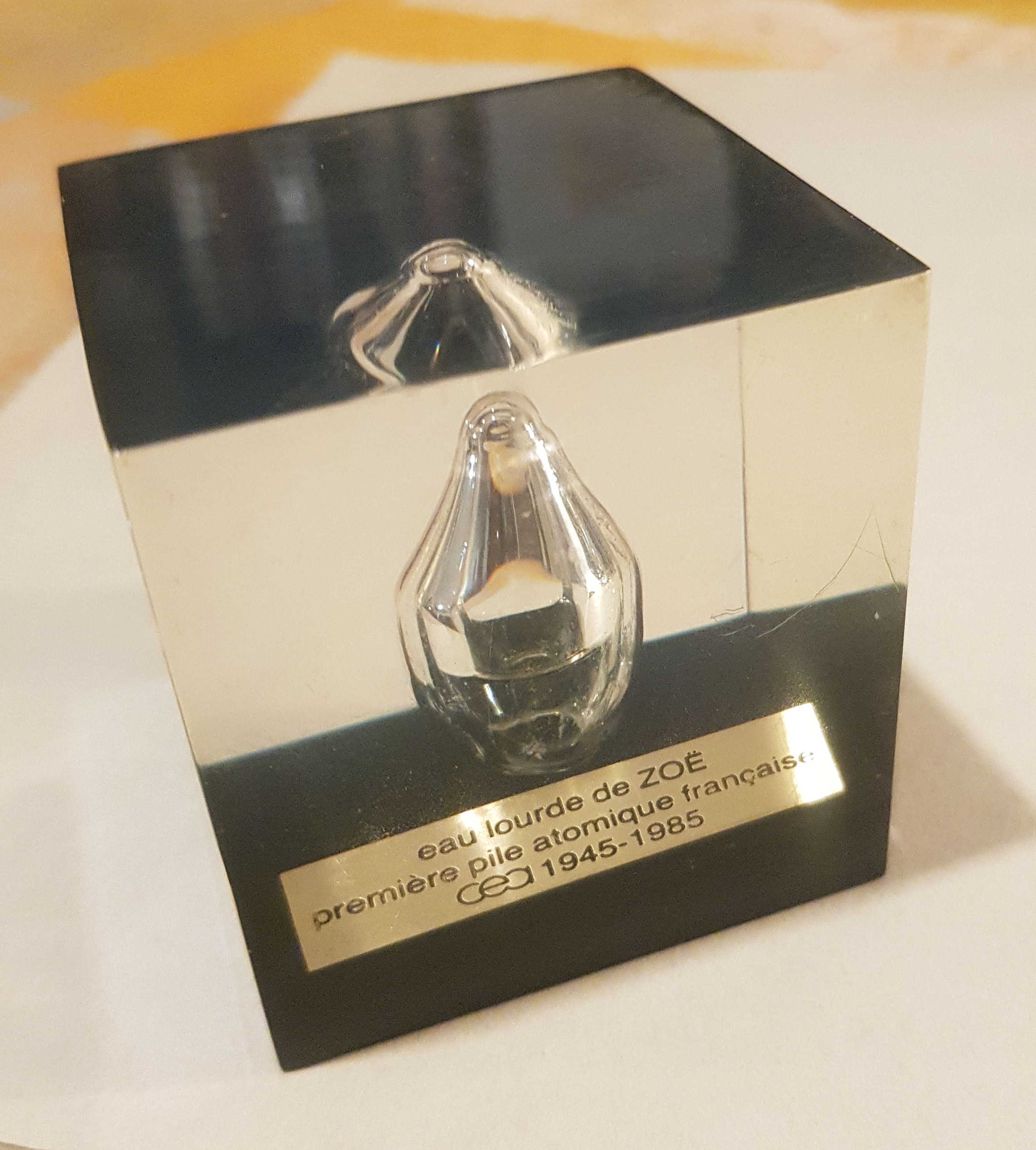
Eau lourde extraite de la pile Zoé

La première usine productrice fut celle de l'ONIA (Office national des industries de l'azote) à Toulouse, en face d'AZF. Des quantités de deux à trois tonnes d'eau lourde par an ont été produites sur ce site toulousain que les Allemands avaient sélectionné en 1943 en construisant une grande enceinte souterraine au centre du site industriel en prévision d'une production dès fin 1944 qui n'eut jamais lieu.
La France a produit de l'eau lourde dans des proportions très faibles entre 1958 et 1963.
La production fut poursuivie sur le site frère de Mazingarbe (Pas-de-Calais) jusqu'en 1971. Le principal client était le CEA (Commissariat à l'énergie atomique) pour ses besoins expérimentaux et pour la centrale nucléaire expérimentale des Monts d'Arrée à Brennilis arrêtée et en cours de déconstruction.

### Inde
L’Inde est le second producteur d’eau lourde du monde grâce à son Heavy Water Board (en).

### Norvège

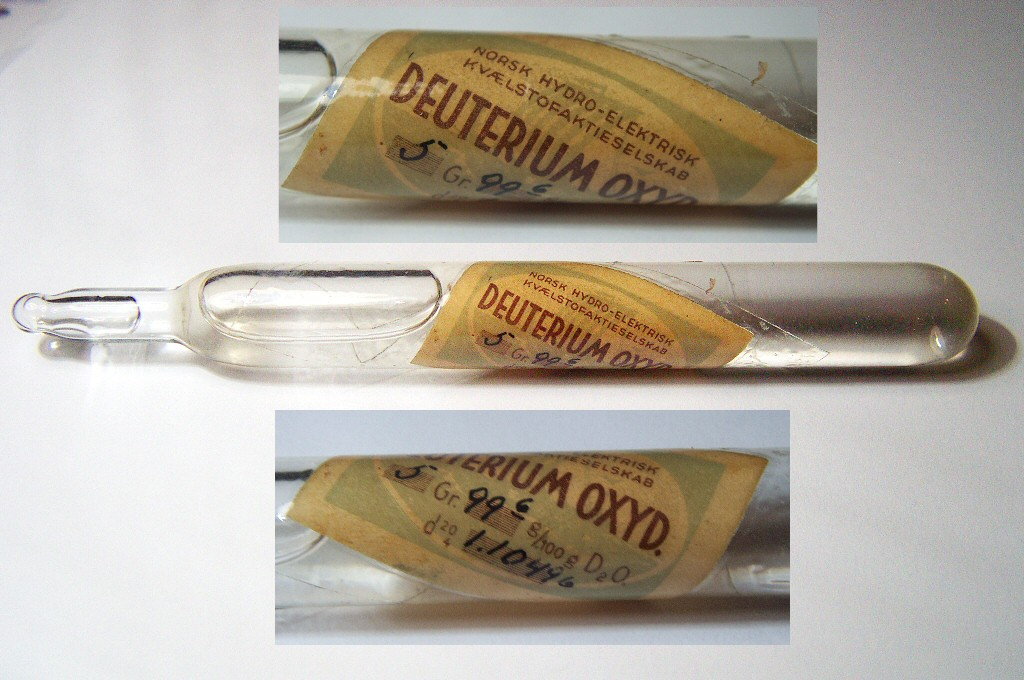
Eau lourde fabriquée par Norsk Hydro.

En 1934, Norsk Hydro construit à Vemork, en Norvège, la première installation de production d’eau lourde commerciale, d’une capacité de douze tonnes par an. Pendant la Seconde Guerre mondiale, les Alliés décidèrent de détruire l’usine afin d’empêcher l’Allemagne de développer des armes nucléaires.
Le 19 novembre 1942, un raid de parachutistes anglais échoue dans cette mission, leurs planeurs s'écrasant près du site. Tous ses membres décèdent dans l’accident ou sont tués par les Allemands.
En février 1943, un groupe de douze agents norvégiens venus d'Angleterre est parachuté en Norvège ; le commando, dont fait partie Joachim Ronneberg, sabote, dans la nuit du 27 au 28 février 1943, l'usine de Vemork et parvient à perturber la production pendant deux mois, en dynamitant les installations. Le 16 novembre 1943, les Alliés larguent plus de quatre cents bombes sur le site de production, incitant le gouvernement nazi à déplacer en Allemagne toute la production.
Le 20 février 1944, Knut Haukelid, un partisan norvégien, coule le bac convoyant l’eau lourde sur le lac Tinn (Tinnsjå en norvégien). Ce sabotage coûta la vie à quatorze civils norvégiens (et quatre Allemands). Il fut démontré après la guerre que l'eau lourde produite en Norvège n'aurait pas permis la fabrication de plutonium en quantités suffisantes pour la fabrication d'une arme nucléaire,.
L’histoire a servi de fil conducteur à La Bataille de l'eau lourde, un film de Jean Dréville tourné en 1948, et Les Héros de Télémark, un film d'Anthony Mann tourné en 1965 et interprété entre autres par Kirk Douglas, ainsi que d'une série télévisée en 2015 de Per-Olav Sørensen (no), The Heavy Water War : Les Soldats de l'ombre. Elle est également le théâtre d'une des campagnes du jeu video Battlefield 5.

### Autres pays
La Roumanie quant à elle est un producteur et exportateur.
Le Traité de non-prolifération nucléaire impose aux gouvernements signataires un contrôle volontaire, via l'Agence internationale de l'énergie atomique (AIEA) de Vienne, sur la production et l'utilisation d'eau lourde, ainsi qu'une protection physique efficace afin de prévenir des vols.
Le plutonium est un sous-produit normal du fonctionnement d'un réacteur à eau lourde, pouvant permettre, après retraitement (raffinage), un programme militaire de fabrication d'armes nucléaires, comme le firent l'Inde, Israël, le Pakistan et la Corée du Nord, pour ne citer que ceux connus ou soupçonnés d'avoir mené leur programme au but.
L'Iran, signataire du traité en 1970 (avant la révolution), possède des usines d'eau lourde et travaille actuellement (2005) sur les technologies permettant la construction et l'exploitation de réacteurs à eau lourde, en plus de ses centrales à eau légère.

## Filmographie et jeux vidéo

### Films
- Les Héros de Télémark
- Bon Voyage, où les nazis veulent s'en saisir pour fabriquer une bombe atomique (voir l'article « Bataille de l'eau lourde » pour les faits réels de la Seconde Guerre mondiale).
- La Bataille de l'eau lourde de Jean Dréville (1948). L'histoire relate la mission de sabotage en 1943, contre l'usine qui distillait l'eau lourde pour les Allemands, en Norvège. Le film est un docufiction (alternant images d'archives et scènes reconstituées).

### Séries télévisées
- Papa Schultz : épisode 1-09 L'eau lourde, Hogan doit faire disparaître un tonneau d'eau lourde provenant de Norvège, et qui est gardé dans le camp.
- Eleventh Hour : épisode 1-11 Miracle, tournant entièrement autour d'une investigation sur la synthèse d'eau lourde.
- The Saboteurs 2015 (Kampen om tungtvannet[8]) en fait son sujet central.
- The Heavy Water War : série 2015 de six épisodes.
- Stargate SG-1 : épisode 4-02 L'Autre côté, où un peuple extraterrestre génère son énergie à l'aide de fusion froide, à base d'eau lourde[9].
- The Silent Sea : épisode 1-04 La vérité éclate.
- Neon Genesis Evangelion : épisode 13 "L'Ange, la pénétration".
- The Heavy Water War : Les Soldats de l'ombre (2015).

### Documentaire
- Le secret englouti de Hitler, fouille archéologique dans le lac Tinn en Norvège (lac de Tinnsojen ou Tinnsjå en norvégien) pour retrouver le ferry d'eau lourde des Nazis censé rapatrier les stocks en Allemagne à la suite des attaques des Alliés. Le documentaire relate le sabotage des partisans norvégiens qui ont coulé le ferry.

### Jeux vidéo
- Ogame : ressource nécessaire au développement.
- Alone in the Dark 3 : la montagne de Slaughter Gulch contient une nappe phréatique contaminée.
- Imperion (lt) : ressource nécessaire au développement.
- Eve Online : carburant de bases spatiales.
- Iron Storm : dans un univers uchronique où la (Première) Guerre mondiale commencée en 1914 ne se serait jamais terminée, le Lt Anderson doit saboter une usine d'eau lourde en Allemagne de l'Est en 1964 pour empêcher l'empire russo-mongol de mettre au point la bombe atomique.
- Battlefield 1942 : Arsenal secret : l'usine du Télémark est un terrain jouable. En entrant dans l'usine, on peut voir des turbines tourner. Des tuyaux derrière l'usine sont visibles.
- Secret Weapons Over Normandy : l'une des missions du jeu consiste à couvrir le commando envoyé pour détruire l'usine.
- Medal of Honor : une partie de la campagne se déroule en Norvège afin de détruire une usine d'eau lourde à Rjukan.
- Enemy Front : durant la première mission du chapitre en Norvège, le héros doit coopérer avec des partisans norvégiens pour infiltrer et détruire l'usine de Vemork.
- Battlefield V : durant le chapitre Norvège, le joueur incarne une résistante qui détruit une production d'eau lourde (cette version est une fiction se basant sur l’opération Gunnerside impliquant les forces norvégiennes et britanniques dans une série de missions appelée « bataille de l'eau lourde ».
- Hearts of Iron 4 : Après avoir envahi la Norvège en tant qu'Allemagne nazie, le joueur peut sélectionner une décision pour lancer le projet « Eau lourde » pour obtenir un bonus à la recherche atomique.
- Minecraft : de l'eau lourde (Heavy Water) est présente dans le mod Mekanism.
- Atomic Heart : l'eau lourde permet de créer une matière appelée le Polymère.